# Valenbisi
 (mai 2025).
Motif : Aucune source secondaire indépendante ne semble traiter avec un minimum de profondeur du sujet de l'article
- Archive Wikiwix
- Bing
- Cairn
- DuckDuckGo
- E. Universalis
- Gallica
- Google
- G. Books
- G. News
- G. Scholar
- Persée
- Qwant
- (zh) Baidu
- (ru) Yandex
- (wd) trouver des œuvres sur Wikidata

| 1. | Préciser le motif de la pose du bandeau. | Précisez le motif de la pose du bandeau en utilisant la syntaxe suivante : {{admissibilité à vérifier\|date=mai 2025\|motif=remplacez ce texte par le motif}}                  |
| 2. | Informer les utilisateurs concernés.     | Pensez à avertir le créateur de l'article, par exemple, en insérant le code ci-dessous sur sa page de discussion : {{subst:avertissement admissibilité à vérifier\|Valenbisi}} |

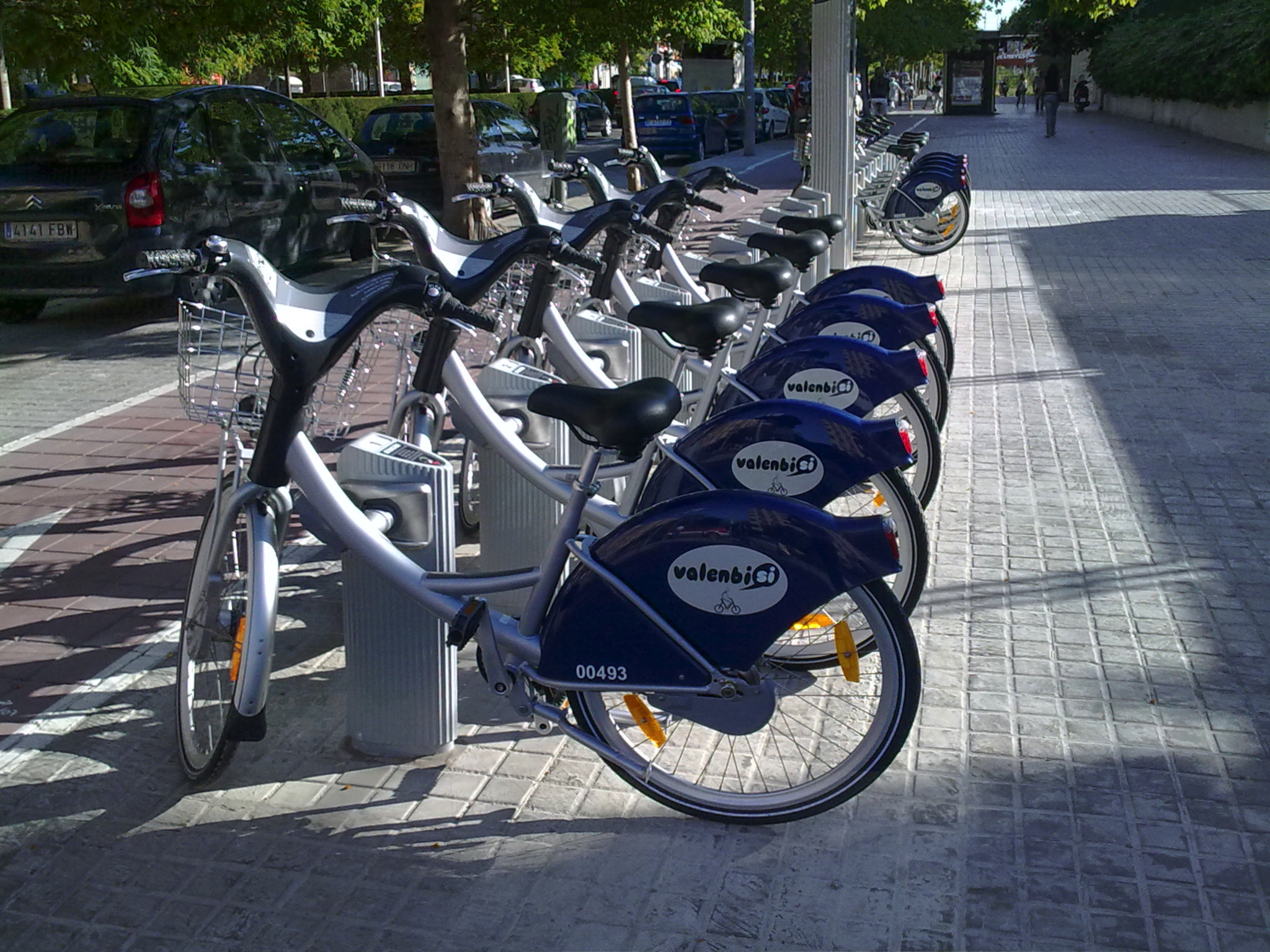
Station du système Valenbisi.

Valenbisi est le système de vélos en libre-service à Valence en Espagne, mis en service par la municipalité le 21 juin 2010. Valenbisi est une déclinaison du système Cyclocity du groupe JCDecaux, qui en assure la gestion. Le service Valenbisi comprend 2 750 vélos et 275 stations.

## Dispositif
Depuis son inauguration le 21 juin 2010, le système est progressivement monté en charge pour atteindre 2 750 vélos et 275 stations. Il fait partie, avec bicing à Barcelone et SEVICI à Séville, des systèmes de location de vélos en libre-service les plus grands d'Espagne. Le service est disponible tous les jours, 24 heures sur 24.
JCDecaux exploite le système en contrepartie des droits de commercialisation pour 850 panneaux publicitaires dans la ville.

## Fréquentation
Au 1er janvier 2014, le système compte 87 956 abonnés longue durée.

## Tarifs
Comme pour des systèmes comparables dans d'autres villes, l'usager doit d'une part souscrire un abonnement et payer l'utilisation effective d'un vélo d'autre part.
Au 1er janvier 2015, le tarif de l'abonnement est de 29,21 € pour un an et de 13,30 € pour une semaine,. La location d'un vélo est gratuite pendant la première demi-heure. Ensuite, les usagers doivent payer 0,52 € (abonnés à l'année) / 1,04 € (abonnés à la semaine) pour la première demi-heure supplémentaire et 2,08 € / 3,12 € pour chaque heure supplémentaire,.
L'abonnement annuel nécessite une inscription préalable en ligne et la réception d'une carte sans contact. L'abonnement hebdomadaire est disponible directement auprès des stations équipées d'une borne avec terminal bancaire (environ une station sur deux).